# Edwin van der Sar
Edwin van der Sar (Voorhout, 1970. október 29. –) holland visszavonult labdarúgó, a Premier League-ben szereplő Manchester United kapusa és a holland labdarúgó-válogatott csapatkapitánya volt.

## Pályafutása
A holland kapus pályafutását hazájában, a Foreholte, majd a VV Noordwijk csapatainál kezdte, utóbbi csapatnál figyelt fel rá az Ajax akkori segédedzője, Louis van Gaal, aki szerződést ajánlott van der Sarnak. Ekkoriban van der Sar már a 20. életévét taposta.

### Ajax Amszterdam
A holland fővárosba 1990-ben szerződött van der Sar, eleinte csak a tartalékcsapatban kapott szerepet, majd 1991. április 23-án, egy Sparta Rotterdam elleni bajnokin debütálhatott a kapuban az akkori vezetőedző, Leo Beenhakker irányítása alatt. Tagja volt az 1992-ben UEFA-kupa győztes csapatnak, bár abban az idényben egy meccsen sem védett. 1993-ban lett a csapat első számú kapusa, miután az Ajax akkori hálóőre, Stanley Menzo öngólt vétett az UEFA-kupa negyeddöntőjében az Auxerre ellen. 
Ezt követően 1999-es távozásáig kirobbanthatatlannak bizonyult az amszterdami kapuból, nagyban hozzájárult a holland csapat aranykorszakához, nyert velük négy holland bajnoki címet, három holland kupát és szuperkupát, valamint 1995-ben az UEFA-bajnokok ligáját is, illetve szintén ebben az évben az Európai szuperkupát, valamint az Interkontinentális Kupát is a magasba emelhette. Egyéni szinten 1994 és 1997 között négyszer választották meg az év holland kapusának, 1995-ben az év európai kapusának járó elismerést is bezsebelhette.

### Juventus
1999-re Európa legjobb hálóőrének számított van der Sar, nem véletlenül szerette volna szerződtetni a Manchester United a távozó dán Peter Schmeichel helyére, végül azonban 5 millió angol fontért a Juventushoz írt alá, debütálására augusztus 29-én a Reggina ellen került sor, amivel ő lett az első nem olasz nemzetiségű kapus a torinói klub történetében.
Első olaszországi idényében egész jól teljesített, megnyerte a klubbal 1999-ben az UEFA Intertotó Kupát, a bajnokságban pedig dacára a legjobb védekezési mutatónak a ligában, ezüstérmes lett miután az utolsó fordulóban vereséget szenvedtek a Perugiától, így a Lazioé lett a bajnoki arany.
Második (egyben utolsó) idénye a Juvénál katasztrofálisan alakult mind van der Sar, mind a Zebrák számára. Az Olasz Kupában már a nyolcaddöntőben búcsúztak a Brescia ellen, míg a Bajnokok Ligájában csoportjuk utolsó helyén végeztek, emellett van der Sar rengeteg hibával is játszott az idény során, a bajnokság utolsó fordulójában érte el a végzet van der Sart, amikor a Roma ellen több hibát is elkövetve döntetlent harcoltak ki, ezzel két pont hátránnyal újfent a Juventus lett a második a tabellán, ezúttal a Roma mögött. Ezt megelégelve a vezetőség 100 milliárd olasz líráért (32 millió fontért) szerződtette a Parmától Gianluigi Buffont, aki rögtön kiszorította van der Sart a kezdőből. Még ugyanezen év nyarán a holland kapus két év után távozott Torinóból.

### Fulham
2001 augusztusában van der Sar általános meglepetésre a Premier League-be frissen feljutott Fulhamhez írt alá négy esztendőre, 7 millió angol fontért. Debütáló meccsére 2001. augusztus 19-én került sor a Manchester United ellen.
Jelentős sikereket elvétve ért el a csapattal, 2002-ben például FA-kupa elődöntőig jutott a Fulhammal, majd ugyanebben az évben Intertotó-kupát nyert. Összesen 154 találkozón védte van der Sar a gárda kapuját, ebből 127-szer bajnoki mérkőzésen.
Utolsó idényében az Aston Villa ellen nyújtotta van der Sar egyik legemlékezetesebb teljesítményét, az 1-1-re végződő találkozón kétszer is hárította Juan Pablo Ángel tizenegyesét, amely teljesítmény ismét felkeltette a Manchester United, valamint Sir Alex Ferguson figyelmét.

### Manchester United
2005. június 10-én van der Sar a Manchester Unitedhez igazolt, a manchesteriek akkoriban 2 millió angol fontért vásárolták meg a Fulhamtől a holland játékjogát, az akkori vezetőedző, Sir Alex Ferguson elmondása szerint van der Sar a legjobb kapus a klub történetében Peter Schmeichel óta. 2006 decemberében a kétéves szerződését 2008 nyaráig meghosszabbította.
2007. május 5-én a másik manchesteri klub, a Manchester City ellen büntetőt hárított, míg a bajnoki cím másik várományosa a Chelsea másnap az Emirates Stadionban nem bírt az Arsenal csapatával. A bajnoki cím így kilencedszerre is a Manchester Unitedé lett, van der Sarnak ez volt az első bajnoki címe Angliában. A szezon végén van der Sar a PFA Év Csapatában bekerült. Három hónappal később a Chelsea ellen három büntetőt is megfogott a tizenegyespárbajban, hozzásegítve ezzel csapatát tizenhatodik FA Community Shield győzelméhez, ez később szerződéshosszabbítást ért az akkor már 37 éves holland hálóőrnek.
A 2007-08-as idényben nyújtotta legjobb teljesítményét Manchesterben. Hozzásegítette a csapatot zsinórban második Premier League elsőségéhez, illetve oroszlánrészt vállalt a Vörös Ördögök UEFA-bajnokok ligája győzelmében, a Chelsea elleni moszkvai finálé 11-es párbajában Nicolas Anelka büntetőjét védte ki, amivel 1999 után ülhetett fel ismét a United az európai klubfutball trónjára. A mérkőzést követően van der Sart választotta az UEFA a döntő legjobb játékosának. 2008 decemberében ismét hosszabbított a klub a holland, ezúttal a 2009-10-es szezon végéig.
2009. január 27-én van der Sar segített a Manchester Unitednek új klub- és Premier League-rekordot felállítani az egymást követő kapott gól nélküli mérkőzések számában – a West Bromwich Albion elleni 5–0-ás győzelme azt jelentette, hogy 11 meccsen és 1032 percen át nem kaptak gólt, megdöntve a 10 mérkőzés és 1025 perc korábbi rekordját, amelyet Petr Čech állított fel a 2004–2005-ös szezonban. Ezután a klub következő mérkőzésén, négy nappal később megdöntötte az angol bajnokság összesített rekordját, a korábbi 1103 perces rekordot, amelyet a Reading akkori kapusa Steve Death állított fel 1979-ben. Egy másik kapott gól nélküli meccs, a West Ham ellen 2009. február 8-án, 1212 percre növelte a rekordot, megdöntve a brit élvonalbeli 1155 perces rekordot, amelyet korábban az aberdeeni Bobby Clark állított fel 1971-ben. Végül 2009. február 18-án van der Sar tovább növelte a rekordot 1302 percre, és ezzel megdöntötte José María Buljubasich egyszezonos 1289 perces világcsúcsát, amelyet 2005-ben a chilei Clausurában állított fel. Ez a kapott gól nélküli rekord segítette hozzá többek között a Manchester Unitedet a tizenegyedik angol bajnoki címhez, van der Sar pedig, miután 21 mérkőzést hozott le bekapott gól nélkül a bajnokságban, megkapta az év Premier League kapusának járó Aranykesztyűt. Ugyan 2009-ben elvesztették a Bajnokok Ligája döntőt az FC Barcelona ellen, így is van der Sart választotta az UEFA az év európai kapusának, 1995 után másodszor.
A 2009-10-es szezon kezdete előtt egy felkészülési tornán van der Sar eltörte az ujját, emiatt az idény első 12 meccsét kihagyni kényszerült, majd 2009. október 6-án a tartalékcsapatban lépett pályára az Everton ellen. Október 17-én a Bolton ellen már újra a nagycsapatban védte a kaput. 2009. november 21-én ismét megsérült, majd a lábadozása alatt a felesége agyvérzést szenvedett még karácsony előtt, így a holland az események után csak 2010. január 16-án tért vissza, egy Burnley elleni 3-0-ra megnyert találkozó alkalmával. 2010. február 26-án újabb egy évvel hosszabbított a manchesteriekkel.
2010 decemberében a brit sajtó megszellőztette, hogy van der Sar esetleg a szezon végén visszavonul a profi futballtól, és hogy ezt Ferguson is megerősítette. A híreket akkor a legendás edző tagadta, azonban 2011 január végén maga van der Sar erősítette meg, hogy az idény végén szögre akasztja a kapuskesztyűt. Még ebben az idényben megnyerte utolsó angol bajnokságát a Manchester Uniteddel, karrierje 186., azaz utolsó Premier League mérkőzését a Blackpool ellen játszotta az Old Traffordon, amelyen a United 4-2-re diadalmaskodott. 2011. május 28-án a Wembleyben húzta fel utoljára a Manchester United mezét, ekkor vívott BL-döntőt a United az FC Barcelona ellen, ahol 3-1 arányban kikapott. Egy szenzációs pályafutás végét jelentette ez a mérkőzés. A vereség ellenére a szurkolók hatalmas tapssal búcsúztatták van der Sart.

### A válogatottban
Az 1994-es labdarúgó-világbajnokságra ugyan nevezték van der Sart, de egy percet sem játszott a végül negyeddöntőig jutó holland válogatottban.
Debütálására 1995. június 7-én került sor Fehéroroszország ellen, egy Európa-bajnoki selejtezőn. Összesen hat nemzetközi tornán vett részt az Oranjéval, négy Európa-bajnokságon és két világbajnokságon volt ott és lépett is pályára. A 2004-es kontinenstornán érte el legjobb eredményét, hiszen a negyeddöntőben a svédek elleni tizenegyespárbajban kivédte Olof Mellberg büntetőrúgását, amivel bejutottak a legjobb négy közé, ott azonban vereséget szenvedtek a házigazda Portugáliától. A 2006-os világbajnokságon Nürnbergben a portugálok ellen van der Sar 113-szorra lépett pályára a holland válogatottban csapatkapitányként, ezzel megdöntötte Frank de Boer akkori rekordját.
Bár a 2008-as Európa-bajnokság után bejelentette visszavonulását a válogatottól, az újonnan kinevezett szövetségi kapitány, Bert van Marwijk kérésére mégis visszatért a nemzeti csapatba a világbajnoki selejtezők idejére, főleg azután, hogy mind Maarten Stekelenburg, mind a cserekapus Henk Timmer sérüléssel bajlódott. Összesen két vb-selejtezőn lépett pályára, Izland és Norvégia ellen, mindkétszer kapott gól nélkül zárt, utóbbi találkozón 130. válogatott meccsét ünnepelte, amivel 2017-ig válogatottsági rekorder volt.

## Pályafutása után
2011-es visszavonulását követően jobbára jótékonysági mérkőzéseken játszott, dolgozott az egyik holland televíziónál elemzőként, illetve saját jótékonysági szervezetét vezette.
2012. november 19-én az Ajax marketingigazgatója lett, ezt a posztot 2016-ig töltötte be, akkor a klub vezérigazgatójává nevezték ki. 2023 májusában bejelentette, hogy távozik a klub vezérigazgatói posztjáról. 
2016. március 12-én egy mérkőzés erejéig újra kapuskesztyűt húzott korábbi ifiklubjában, a holland ötödosztályú VV Noordwijkban, miután sérülések sora miatt nem volt bevethető állapotú kapusuk.

## Magánélete
Nős, feleségével, Annemarieval 2006-ban házasodtak össze, két gyermek édesapja. Fia, Joe van der Sar szintén labdarúgókapus.
2023. július 7-én egy horvátországi nyaralás során agyvérzést szenvedett, azonnal a Spliti Egyetemi Kórházba szállították, ahol stabilizálni tudták az állapotát. Egy hét múlva egy hollandiai kórház intenzív osztályára szállították át, majd újabb egy hét múlva kiengedték az osztályról.

## Sikerei, díjai

### Csapatokkal
Ajax
- Eredivisie: 1994, 1995, 1996, 1998
- KNVB Kupa: 1993, 1998, 1999
- UEFA-bajnokok ligája: 1995
- UEFA-kupa: 1992
- UEFA-szuperkupa: 1995
- Interkontinentális kupa: 1995

Juventus
- UEFA Intertotó-kupa: 1999

Fulham
- UEFA Intertotó-kupa: 2002

Manchester United
- FA Premier League: 2006–2007, 2007–2008, 2008–2009, 2011
- Angol Ligakupa: 2006 2010
- FA Community Shield: 2007, 2008, 2010
- UEFA-bajnokok ligája-győztes: 2008
- Interkontinentális kupagyőztes: 2008

### Egyénileg
- UEFA Év kapusa: 1995, 2009
- Az év holland kapusa: 1994, 1995, 1996, 1997
- Premier League-aranykesztyű: 2008-09

## Statisztikái

### Klub
| Klub              | Szezon           | League          | League | Kupa            | Kupa  | Ligakupa        | Ligakupa | Európai         | Európai | Egyéb           | Egyéb | Összesen        | Összesen |
| Klub              | Szezon           | Pályára lépések | Gólok  | Pályára lépések | Gólok | Pályára lépések | Gólok    | Pályára lépések | Gólok   | Pályára lépések | Gólok | Pályára lépések | Gólok    |
| ----------------- | ---------------- | --------------- | ------ | --------------- | ----- | --------------- | -------- | --------------- | ------- | --------------- | ----- | --------------- | -------- |
| Ajax              | 1990–91          | 9               | 0      | 0               | 0     | –               | –        | 0               | 0       | 0               | 0     | 9               | 0        |
| Ajax              | 1991–92          | 0               | 0      | 0               | 0     | –               | –        | 0               | 0       | 0               | 0     | 0               | 0        |
| Ajax              | 1992–93          | 19              | 0      | 3               | 0     | –               | –        | 3               | 0       | 0               | 0     | 25              | 0        |
| Ajax              | 1993–94          | 32              | 0      | 4               | 0     | –               | –        | 6               | 0       | 1               | 0     | 43              | 0        |
| Ajax              | 1994–95          | 33              | 0      | 3               | 0     | –               | –        | 11              | 0       | 1               | 0     | 48              | 0        |
| Ajax              | 1995–96          | 33              | 0      | 2               | 0     | –               | –        | 11              | 0       | 4               | 0     | 50              | 0        |
| Ajax              | 1996–97          | 33              | 0      | 1               | 0     | –               | –        | 10              | 0       | 1               | 0     | 45              | 0        |
| Ajax              | 1997–98          | 33              | 1      | 5               | 0     | –               | –        | 8               | 0       | 0               | 0     | 46              | 1        |
| Ajax              | 1998–99          | 34              | 0      | 5               | 0     | –               | –        | 6               | 0       | 1               | 0     | 46              | 0        |
| Ajax              | összesen         | 226             | 1      | 23              | 0     | –               | –        | 55              | 0       | 8               | 0     | 312             | 1        |
| Juventus          | 1999–00          | 32              | 0      | 3               | 0     | –               | –        | 11              | 0       | 0               | 0     | 46              | 0        |
| Juventus          | 2000–01          | 34              | 0      | 2               | 0     | –               | –        | 6               | 0       | 0               | 0     | 42              | 0        |
| Juventus          | összesen         | 66              | 0      | 5               | 0     | –               | –        | 17              | 0       | 0               | 0     | 88              | 0        |
| Fulham            | 2001–02          | 37              | 0      | 4               | 0     | 0               | 0        | 0               | 0       | 0               | 0     | 41              | 0        |
| Fulham            | 2002–03          | 19              | 0      | 0               | 0     | 0               | 0        | 11              | 0       | 0               | 0     | 30              | 0        |
| Fulham            | 2003–04          | 37              | 0      | 6               | 0     | 0               | 0        | 0               | 0       | 0               | 0     | 43              | 0        |
| Fulham            | 2004–05          | 34              | 0      | 5               | 0     | 1               | 0        | 0               | 0       | 0               | 0     | 40              | 0        |
| Fulham            | összesen         | 127             | 0      | 15              | 0     | 1               | 0        | 11              | 0       | 0               | 0     | 154             | 0        |
| Manchester United | 2005–06          | 38              | 0      | 2               | 0     | 3               | 0        | 8               | 0       | 0               | 0     | 51              | 0        |
| Manchester United | 2006–07          | 32              | 0      | 3               | 0     | 0               | 0        | 12              | 0       | 0               | 0     | 47              | 0        |
| Manchester United | 2007–08          | 29              | 0      | 4               | 0     | 0               | 0        | 10              | 0       | 1               | 0     | 44              | 0        |
| Manchester United | 2008–09          | 33              | 0      | 2               | 0     | 0               | 0        | 10              | 0       | 4               | 0     | 49              | 0        |
| Manchester United | 2009–10          | 21              | 0      | 0               | 0     | 2               | 0        | 6               | 0       | 0               | 0     | 29              | 0        |
| Manchester United | 2010–11          | 33              | 0      | 2               | 0     | 0               | 0        | 10              | 0       | 1               | 0     | 46              | 0        |
| Manchester United | összesen         | 186             | 0      | 13              | 0     | 5               | 0        | 56              | 0       | 6               | 0     | 266             | 0        |
| Noordwijk         | 2015–16          | 1               | 0      | 0               | 0     | 0               | 0        | 0               | 0       | 0               | 0     | 1               | 0        |
| Karrier összesen  | Karrier összesen | 606             | 1      | 56              | 0     | 6               | 0        | 139             | 0       | 14              | 0     | 821             | 1        |

### A válogatottban
| Hollandia | Hollandia       | Hollandia |
| Év        | Pályára lépések | Gólok     |
| --------- | --------------- | --------- |
| 1995      | 5               | 0         |
| 1996      | 10              | 0         |
| 1997      | 6               | 0         |
| 1998      | 14              | 0         |
| 1999      | 8               | 0         |
| 2000      | 12              | 0         |
| 2001      | 9               | 0         |
| 2002      | 6               | 0         |
| 2003      | 8               | 0         |
| 2004      | 17              | 0         |
| 2005      | 11              | 0         |
| 2006      | 12              | 0         |
| 2007      | 4               | 0         |
| 2008      | 8               | 0         |
| összesen  | 130             | 0         |